# Wardlow (Royaume-Uni)
Pour les articles homonymes, voir Wardlow.
Wardlow est une paroisse civile et un village du Derbyshire, en Angleterre.